# Ernest Pérochon
Ernest Pérochon es un escritor francés, nacido en 1885 en Courlay, Deux Sèvres, y muerto en Niort en 1942. En 1920, ganó el premio Goncourt con la novela Nêne. Su obra se compone de 19 novelas, dos poemarios, siete libros para niños y un ensayo.

## Biografía
Pérechon nació el 24 de febrero de 1885 en Courlay, en el departamento de Deux-Sèvres, en la región de Poitou-Charentes. Se crio en una granja llamada Tyran, en un ambiente protestante, en una región católica por excelencia, junto a los denominados chouans, de la Vendée, disidentes que no aceptaron la autoridad del Concordato de 1801. 
Empezó sus estudios en la escuela primaria de la Tour Nivelle, en Courlay, que más tarde se convertiría en museo con su nombre. Acabó primaria en Bressuire, a 11 km de su pueblo natal, y en 1900 entró en la Ecole Normale, en Parthenay. En 1903, empezó a trabajar como adjunto de profesor en su pueblo natal, y en 1905 ingresó como profesor de la Escuela Primaria Superior en Parthenay. En 1905, hizo el servicio militar en el 114 Regimiento de Infantería, y volvió a la enseñanza.
En 1907 formalizó matrimonio con Vanda Houmeau, también profesora, y ambos se desplazaron a Saint-Paul-en-Gâtine, donde nació su única hija, Simone. En 1908, empezó a escribir poesías que reflejaban su amor por el mundo del campo, Poitou y los niños. En 1912, escribió su primera novela, Creux de Maisons, sobre las condiciones de vida de los campesinos (les cherche-pain) y sus hijos (va-nu-pieds). Apareció en forma de folletines en el periódico L'Humanité, de Jean Jaurès. En 1913 la editó en forma de libro con sus propios fondos.
En 1914, se convirtió en maestro en Vouillé (Deux-Sèvres) (a unos 65 km de Courlay), pero fue llamado a filas y enviado al frente. Tras varias semanas y un ataque cardíaco, fue repatriado a Parthenay, con una amarga visión sobre la naturaleza humana.
Tras la guerra, volvió a la enseñanza, pero en 1920 publicó la novela Nêne, con la que ganó el premio Goncourt, y decidió retirarse e instalarse en Niort. En 1940, rechazó colaborar con el régimen de Vichy, dos de sus novelas fueron prohibidas y fue vigilado por la Gestapo. Ocultando su ansiedad a la familia, murió de un ataque cadíaco el 10 de febrero de 1942, con 57 años.

## Nêne
Nêne cuenta la historia de Madeleine Clarandeau, una criada empleada por un granjero de 30 años, Michel Corbier, viudo y padre de dos niños pequeños. Las intrigas de un sirviente, Boiseriot, y una costurera, Violette, hacen que la tensión crezca en un pequeño pueblo de la Vendée, donde se oponen protestantes, católicos y “disidentes”, herederos de los chuanes que no aceptaron el concordato entre Iglesia y Estado.

## Obra
Poemarios
- Flûtes et Bourdons
- Chansons alternées
- au point du jour

Novelas
- Les Creux-de-Maisons (1913), (1929)
- Les Hommes frénétiques (1925), Marabout Science-Fiction N°388
- Nêne (Premio Goncourt 1920). Hay una traducción al español con el mismo título en Los premios Goncourt de novela, de Plaza y Janés, 1960.
- Le Chemin de plaine
- Au cri du chouan
- Babette et ses frères (1925)
- Milon
- Le chanteur de Villanelles
- Les Ombres
- Le crime étrange de Lise Balzan
- Marie Rose Méchain
- Les fils Madagascar
- Les Gardiennes (1924)
- La Parcelle 32 (1922)
- Bernard l’ours et la torpédocamionnette
- L’eau courante
- Huit gouttes d’opium (récits) (1925)
- Barberine des Genêts
- Les Endiablés

Ensayo
- L’instituteur

Libros para niños
- Nicolas et Nicolette au Bois charmant (1938)
- Tap-Tap et Bilili (1937)
- Contes des cent un matins (1930)
- Le Livre des quatre saisons (1930)
- Au point du jour (1930)
- Les Yeux clairs (1934)
- A l’ombre des ailes (1934)

## Adaptaciones cinematográficas
Nêne fue llevada al cine en 1923 por el realizador Jacques de Baroncelli, con el mismo título.
Su novela Les Gardiennes también fue llevada a la pantalla con el mismo título en 2017, en una película dirigida por Xavier Beauvois.